# Sean Garrett
Garrett Hamler, född 30 mars 1979 i Georgia,  USA, mer känd som Sean Garrett är en amerikansk sångare och musikproducent. Han har producerat femton listettor under sju år som producent. Billboard listade honom som den femte producenten med flest listettor.

## Diskografi

### Studioalbum
- 2008: Turbo 919

### Blandband
- 2010: The Inkwell